# East Sumter
East Sumter és una concentració de població designada pel cens dels Estats Units a l'estat de Carolina del Sud. Segons el cens del 2000 tenia 1.220 habitants.

## Demografia
Segons el cens del 2000, East Sumter tenia 1.220 habitants, 465 habitatges i 357 famílies. La densitat de població era de 142,7 habitants/km².
Dels 465 habitatges en un 28,6% hi vivien nens de menys de 18 anys, en un 52,7% hi vivien parelles casades, en un 17,6% dones solteres, i en un 23,2% no eren unitats familiars. En el 21,3% dels habitatges hi vivien persones soles el 9,5% de les quals corresponia a persones de 65 anys o més que vivien soles. El nombre mitjà de persones vivint en cada habitatge era de 2,62 i el nombre mitjà de persones que vivien en cada família era de 2,97.
Per edats la població es repartia de la següent manera: un 25,2% tenia menys de 18 anys, un 8,4% entre 18 i 24, un 26,8% entre 25 i 44, un 24,6% de 45 a 60 i un 15% 65 anys o més.
L'edat mediana era de 38 anys. Per cada 100 dones de 18 o més anys hi havia 88 homes.
La renda mediana per habitatge era de 26.938 $ i la renda mediana per família de 30.257 $. Els homes tenien una renda mediana de 26.169 $ mentre que les dones 21.438 $. La renda per capita de la població era de 13.010 $. Entorn del 16,1% de les famílies i el 15,4% de la població estaven per davall del llindar de pobresa.

## Poblacions més properes
El següent diagrama mostra les poblacions més properes.